# Ali Kemal Denizci
Ali Kemal Denizci (* 1. März 1950 in Trabzon) ist ein ehemaliger türkischer Fußballspieler und -trainer. Durch seine Tätigkeit und der errungenen Erfolge für Trabzonspor wird er sehr stark mit diesem Verein assoziiert. Von Fan- und Vereinsseite wird er als einer der bedeutendsten Spieler der Klubgeschichte aufgefasst. Aufgrund seiner mitreißenden und unberechenbaren Spielweise und seines verwegenen Lebensstils zählte er zu den populärsten Spielern seiner Zeit. Seiner Schnelligkeit, seiner unberechenbaren Vorstöße und Dribblings auf der Position des Rechtsaußen wegen wurde er zu seiner Spielerzeit Firtina Kemal (dt.: Sturm Kemal o. Tornado Kemal) genannt.

## Spielerkarriere

### Verein
Denizci begann mit dem Fußball auf der Straße und spielte anschließend in den Jugendmannschaften diverser Amateurklubs seiner Heimatstadt Trabzon. Sein erster größerer Verein war Çarşıbaşı SK. Nachdem er hier ein Jahr aktiv gewesen war, wechselte er zu Trabzon Yolspor. Von hier aus ging er dann zum damaligen Drittligisten Rizespor. Für diesen Verein spielte er zwei Jahre lang und fiel während dieser Zeit den Talentjägern mehrerer Vereine in den oberen Ligen auf.
Das beste Angebot für einen Wechsel unterbreitete ihm der Zweitligist Kayserispor. Denizci willigte ein und war auf dem Weg zur Stadt Kayseri. Unmittelbar davor erhielt er ein Angebot des neugegründeten und in der TFF 1. Lig spielenden Vereins Trabzonspor. Da Denizci seine Heimat nicht verlassen wollte, willigte er im Trabzonspors Angebot ein und sagte Kayserispor ab. In seiner ersten Spielzeit für Trabzonspor belegte man hinter Kayserispor den zweiten Tabellenplatz und verpasste bei gleicher Punktzahl wegen der schlechteren Tordifferenz den Aufstieg in die Süper Lig. In der darauffolgenden Saison erreichte man die Meisterschaft der 1. Lig und damit den Aufstieg in die Süper Lig.
Die erste Saison in der höchsten türkischen Spielklasse verlief für Denizci erfolgreich. Er absolvierte einerseits 22 Ligapartien und andererseits schaffte er den Sprung in die türkische Nationalmannschaft. Seine Mannschaft belegt den neunten Tabellenplatz und fiel als Mannschaft nicht weiter auf. In der zweiten Süper-Lig-Saison, der Saison 1975/76, erreichte man völlig überraschend die Meisterschaft. Bis zu dieser Saison entschieden die drei großen Istanbuler Vereine Beşiktaş Istanbul, Fenerbahçe Istanbul und Galatasaray Istanbul die Meisterschaft der Süper Lig unter sich. Zwar verfehlte mit Eskişehirspor ein anderer anatolischer Verein dreimal knapp die Meisterschaft, jedoch blieb der Bann bestehen. Erst mit Trabzonspors Meisterschaft wurde er gelöst. Nach dieser Meisterschaft dominierte man auch die nächste Saison die Liga und sammelte neben der Meisterschaft auch mit dem Gewinn des Türkischen Fußballpokals und des Türkischen Supercups alle übrigen Pokale im damaligen türkischen Fußball. Auch auf der europäischen Fußballbühne fiel man auf. In der Europapokal der Landesmeister 1976/77 traf man in der 2. Runde auf den amtierenden englischen Meister und späteren Champions-League-Sieger FC Liverpool. Liverpool wurde damals als einer der besten Teams im europäischen Fußball gehandelt und war für diese Begegnungen der haushohe Favorit. Das erste Spiel in Trabzon gewann Trabzonspor überraschend 1:0. Denizci hatte durch seine schnellen Vorstöße und seiner Dribblings auf Rechtsaußen maßgeblichen Anteil an diesem Erfolg und wurde als einer der Matchwinner dargestellt. Das Rückspiel ging mit 3:0 verloren. Erst in der Spielzeit 1977/78 vergab man mit einem Punkt Unterschied die Meisterschaft an Fenerbahçe, konnte aber die zwei übrigen Pokale holen.
Trabzonspor geriet zu dieser Zeit in große finanzielle Schwierigkeiten und sah die Lösung darin einige Stars zu verkaufen. Außerdem wollte man in der Mannschaft eine Revision schaffen. Denizci war sowohl fußballerisch als auch durch seinen Lebensstil der große Star der Mannschaft und wurde von den großen Istanbuler Vereinen umworben. So entschied man sich u. a. Spielern auch, Denizci zu verkaufen. Trotz großer Fanproteste und dem Unwollen Denizcis wurde er an Fenerbahçe Istanbul verkauft.
Trabzonspor erholte sich zur neuen Saison von seinen finanziellen Problemen und dominierte weitere Jahre den türkischen Fußball. Denizci spielte drei Jahre bei Fenerbahçe und gewann mit dieser Mannschaft lediglich in der Spielzeit 1978/79 den Türkischen Fußballpokal.
Zum Ende der Spielzeit 1980/81 überredete Denizci nach eigenen Angaben den damaligen Trainer Fenerbahçes, Friedel Rausch, bei einem Saufgelage dazu ihn gehen zu lassen. Rausch willigte ein und so wechselte Denizci zu Beşiktaş Istanbul. Bei diesem Verein kam er besser zurecht und holte am Ende der Spielzeit 1981/82 die türkische Meisterschaft. Nach dieser Saison spielte er noch eine weitere bei Beşiktaş und beendete seine aktive Spielerlaufbahn.

### Nationalmannschaft
Denizci bestritt sein Länderspieldebüt für die türkische Nationalmannschaft am 19. März 1975 bei einem Freundschaftsspiel gegen die Rumänische Nationalmannschaft. Fortan gehörte er über mehrere Jahre zu einer festen Größe im Nationalteam. Er absolvierte 27 Einsätze für die Türkei und erzielte dabei drei Treffer.

## Trainerkarriere
Seine Trainerkarriere startete er, indem er in der Jugend von Trabzonspor als Jugendtrainer arbeitete.
1991 begann er als Cheftrainer zu arbeiten und übernahm Kartalspor. Nachfolgend trainierte er diverse Teams der unteren türkischen Ligen. Zum Saisonende 1992/93 erreichte er mit der Karabükspor den dritten Tabellenplatz und damit den direkten Aufstieg in die Süper Lig.
Im Sommer 1997 kehrte er zu Trabzonspor zurück und arbeitete neben Özkan Sümer als Co-Trainer. Nach dessen Rücktritt übernahm er das Cheftraineramt.
Bereits zum Saisonende verließ er Trabzonspor und trainierte dann Elazığspor.
Im Sommer 2000 heuerte er zum zweiten Mal beim Zweitligisten Karabükspor an, blieb er erfolglos. Zum Saisonende erreichte er mit der Mannschaft den dritten Tabellenplatz und damit den direkten Aufstieg in die Süper Lig.

## Erfolge

### Spieler
- Mit Trabzonspor:
  - Meisterschaft der TFF 1. Lig (1): 1973–74
  - Aufstieg in die Süper Lig (1): 1973–74
  - Türkischer Meister (2): 1976, 1977
  - Türkischer Pokalsieger (1): 1977
  - Türkischer Supercup (2): 1976, 1977
  - Başbakanlık Kupası (1): 1976

- Mit Fenerbahçe Istanbul:
  - Türkischer Pokalsieger (1): 1979

- Mit Beşiktaş Istanbul:
  - Türkischer Meister (1): 1982

### Trainer
- Mit Karabükspor:
  - Dritter der TFF 1. Lig (1): 1992/93
  - Aufstieg in die Süper Lig (1): 1992/93

## Trivia
- Er ist der erste Spieler Trabzonspors der für die türkische Fußballnationalmannschaft spielte.